# Nicéphore Niépce
Joseph Nicéphore Niépce (Chalon-sur-Saône, 7 de março de 1765 – Saint-Loup-de-Varennes, 5 de julho de 1833) foi um inventor francês e um dos primeiros pioneiros da fotografia. Niépce desenvolveu a heliografia, uma técnica que ele utilizou para criar os produtos mais antigos sobreviventes de um processo fotográfico. Em meados da década de 1820, ele usou uma câmera primitiva para produzir a fotografia mais antiga sobrevivente de uma cena do mundo real. Entre as outras invenções de Niépce está o Pyréolophore, um dos primeiros motores de combustão interna do mundo, que ele concebeu, criou e desenvolveu com seu irmão mais velho Claude Niépce.

## Biografia

### Primeiros anos

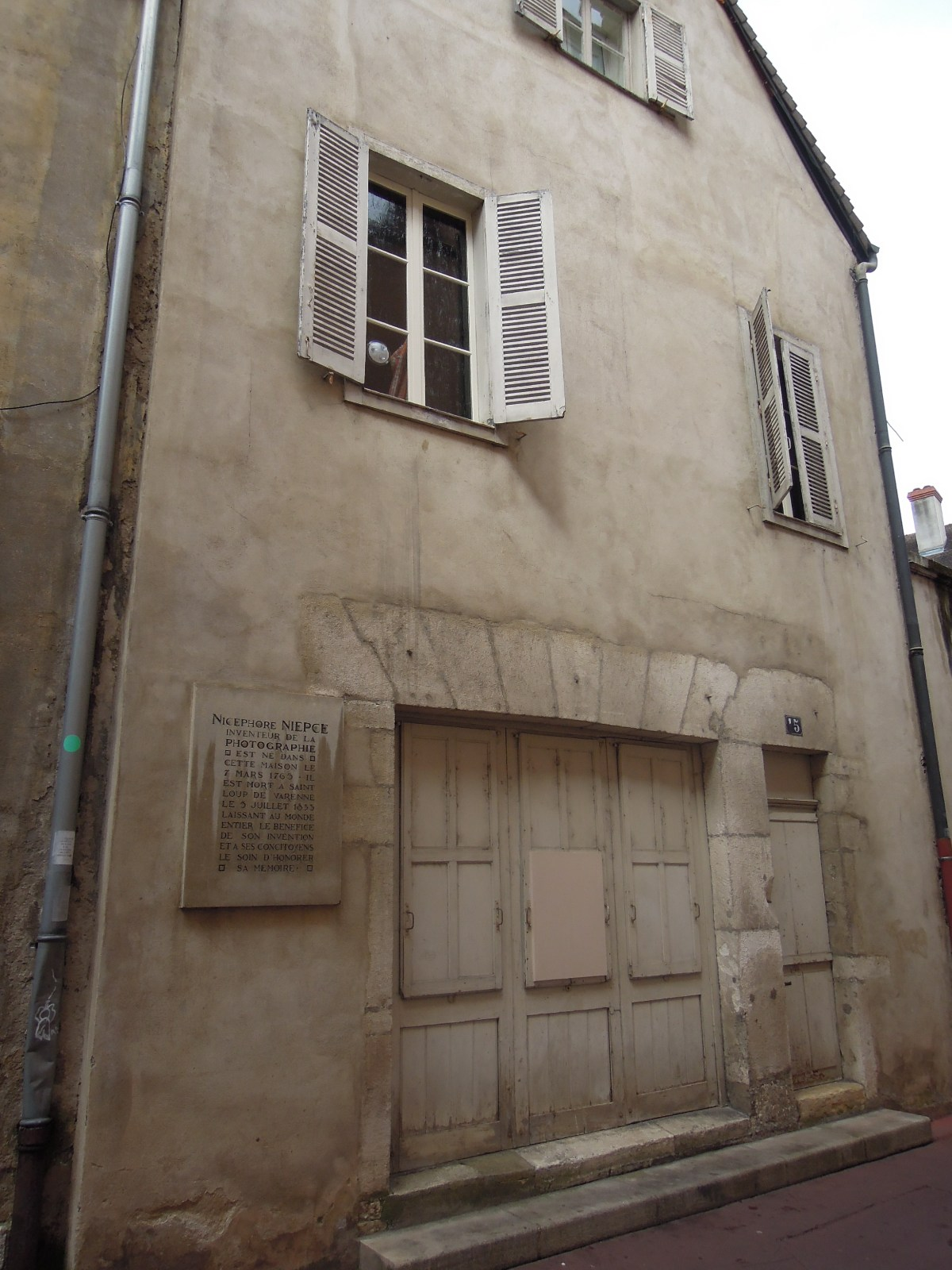
Local de nascimento de Niépce em Chalon-sur-Saône, com uma placa em sua memória

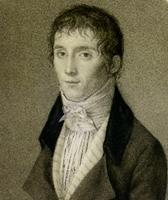
Niépce c. 1795

Niépce nasceu em Chalon-sur-Saône, Saône-et-Loire, onde seu pai era um advogado rico. Seu irmão mais velho, Claude (1763–1828), também foi seu colaborador em pesquisas e invenções, mas morreu meio louco e falido na Inglaterra, tendo desperdiçado a riqueza da família em busca de oportunidades inviáveis para o Pyréolophore. Niépce também tinha uma irmã e um irmão mais novo, Bernard.
Nicéphore foi batizado como Joseph, mas adotou o nome Nicéphore em homenagem a São Nicéforo, o Patriarca de Constantinopla do século IX, enquanto estudava no colégio Oratoriano em Angers. No colégio, aprendeu ciência e o método experimental, alcançando rapidamente sucesso e graduando-se para trabalhar como professor no colégio.

### Carreira militar
Niépce serviu como oficial de estado-maior no exército francês sob o comando de Napoleão, passando anos na Itália e na ilha da Sardenha, mas problemas de saúde o forçaram a se demitir, após o que se casou com Agnes Romero e tornou-se administrador do distrito de Nice na França pós-revolucionária. Em 1795, ele se demitiu do cargo de administrador de Nice para se dedicar à pesquisa científica com seu irmão Claude. Uma fonte relata que sua demissão foi forçada devido à sua impopularidade.

### Pesquisa científica
Em 1801, os irmãos retornaram às propriedades da família em Chalon para continuar suas pesquisas científicas, onde se reuniram com sua mãe, irmã e o irmão mais novo Bernard. Lá, eles administraram a propriedade da família como senhores independentes e abastados, cultivando beterraba e produzindo açúcar.

### Claude Niépce
Em 1827, Niépce viajou para a Inglaterra para visitar seu irmão mais velho, Claude Niépce, que estava gravemente doente e morando em Kew, perto de Londres. Claude havia caído em delírio e desperdiçado grande parte da fortuna da família perseguindo oportunidades de negócios inadequadas para o Pyréolophore.

### Morte
Nicéphore Niépce morreu de derrame em 5 de julho de 1833, financeiramente arruinado, de modo que seu túmulo no cemitério de Saint-Loup de Varennes foi financiado pela prefeitura. O cemitério está próximo à casa da família, onde ele havia feito experimentos e criado a imagem fotográfica mais antiga sobrevivente.

### Descendentes
Seu filho, Isidore (1805–1868), formou uma parceria com Daguerre após a morte de seu pai e recebeu uma pensão governamental em 1839 em troca da divulgação dos detalhes técnicos do processo de heliogravura de Nicéphore.
Um primo, Claude Félix Abel Niépce de Saint-Victor (1805–1870), foi um químico que foi o primeiro a usar albumina na fotografia. Ele também produziu gravuras fotográficas em aço. Entre 1857 e 1861, ele descobriu que os sais de urânio emitem uma forma de radiação invisível ao olho humano.
A fotojornalista Janine Niépce (1921–2007) é uma parente distante.

## Conquistas

### Fotografia

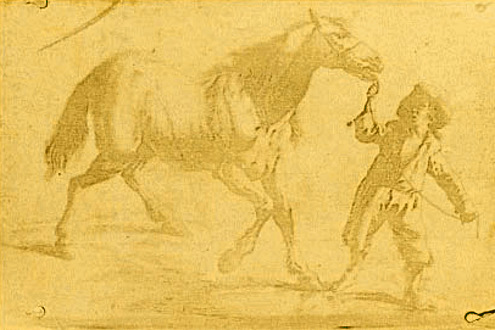
Uma das três primeiras peças fotográficas conhecidas, criada por Nicéphore Niépce em 1825. É uma impressão em papel, mas a placa de impressão usada para criá-la foi produzida fotograficamente pelo processo de heliografia de Niépce. Ela reproduz uma gravura flamenga do século XVII.

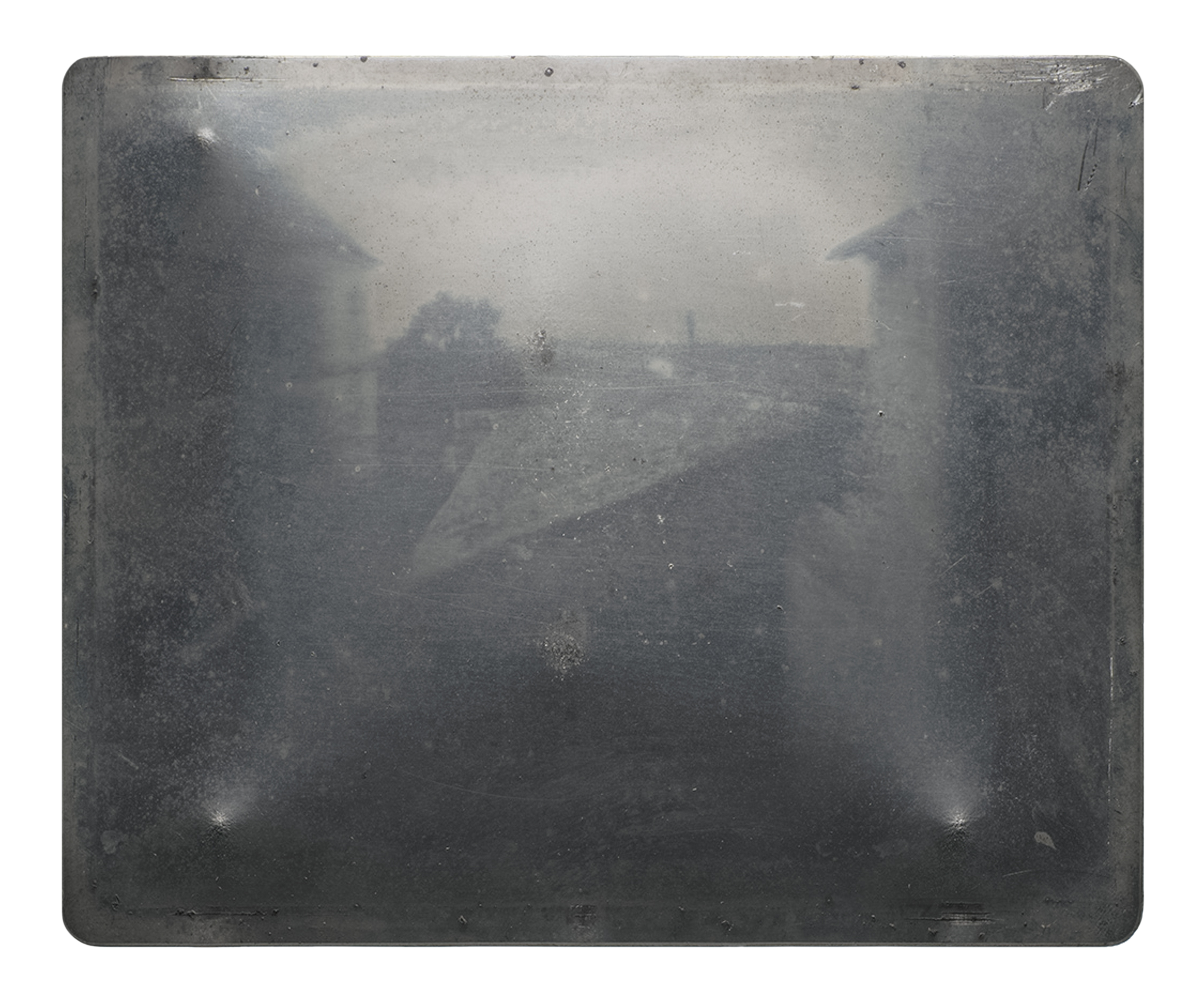
A imagem fotográfica mais antiga preservada (Heliografia em placa de estanho), tirada entre 1822 e 1827 por Joseph Nicéphore Niépce, em Le Gras, França

A data dos primeiros experimentos fotográficos de Niépce é incerta. Ele foi levado a eles por seu interesse na nova arte da litografia, para a qual percebeu que não tinha a habilidade necessária e a capacidade artística, e por seu contato com a câmera escura, um auxílio de desenho popular entre os diletantes abastados no final do século XVIII e início do século XIX. As belas, mas fugazes, "pinturas de luz" da câmera escura inspiraram várias pessoas, incluindo Thomas Wedgwood e Henry Fox Talbot, a buscar uma maneira de capturá-las mais facilmente e de forma mais eficaz do que traçando-as com um lápis.
Cartas para sua cunhada por volta de 1816 indicam que Niépce conseguiu capturar pequenas imagens de câmera em papel revestido com cloreto de prata, tornando-o aparentemente o primeiro a ter sucesso nesse tipo de tentativa, mas os resultados eram negativos, escuros onde deveriam ser claros e vice-versa, e ele não conseguiu encontrar uma maneira de impedir que as imagens escurecessem por completo quando expostas à luz para visualização.
Niépce voltou sua atenção para outras substâncias que eram afetadas pela luz, eventualmente concentrando-se no Betume da Judeia, um asfalto natural utilizado para vários fins desde os tempos antigos. No tempo de Niépce, ele era usado por artistas como revestimento resistente a ácidos em placas de cobre para fazer gravuras. O artista riscava um desenho através do revestimento, depois mergulhava a placa em ácido para gravar as áreas expostas, removia o revestimento com um solvente e usava a placa para imprimir cópias em tinta do desenho em papel. O que interessava Niépce era o fato de que o revestimento de betume se tornava menos solúvel após ser exposto à luz.
Niépce dissolveu betume em óleo de lavanda, um solvente frequentemente usado em vernizes, e o aplicou finamente em uma pedra litográfica ou uma chapa de metal ou vidro. Depois que o revestimento secava, um sujeito de teste, tipicamente uma gravura impressa em papel, era colocado sobre a superfície em contato próximo, e os dois eram expostos à luz solar direta. Após exposição suficiente, o solvente podia ser usado para enxaguar apenas o betume não endurecido, que havia sido protegido da luz pelas linhas ou áreas escuras no sujeito de teste. As partes expostas da superfície podiam ser gravadas com ácido, ou o betume restante podia servir como o material repelente à água na impressão litográfica.
Niépce chamou seu processo de heliografia, que literalmente significa "desenho com sol". Em 1822, ele usou esse processo para criar o que é considerado a primeira imagem fotográfica permanente do mundo, uma cópia de contato de uma gravura do Papa Pio VII, mas ela foi destruída quando Niépce tentou fazer impressões dela.

### Piréoloforo

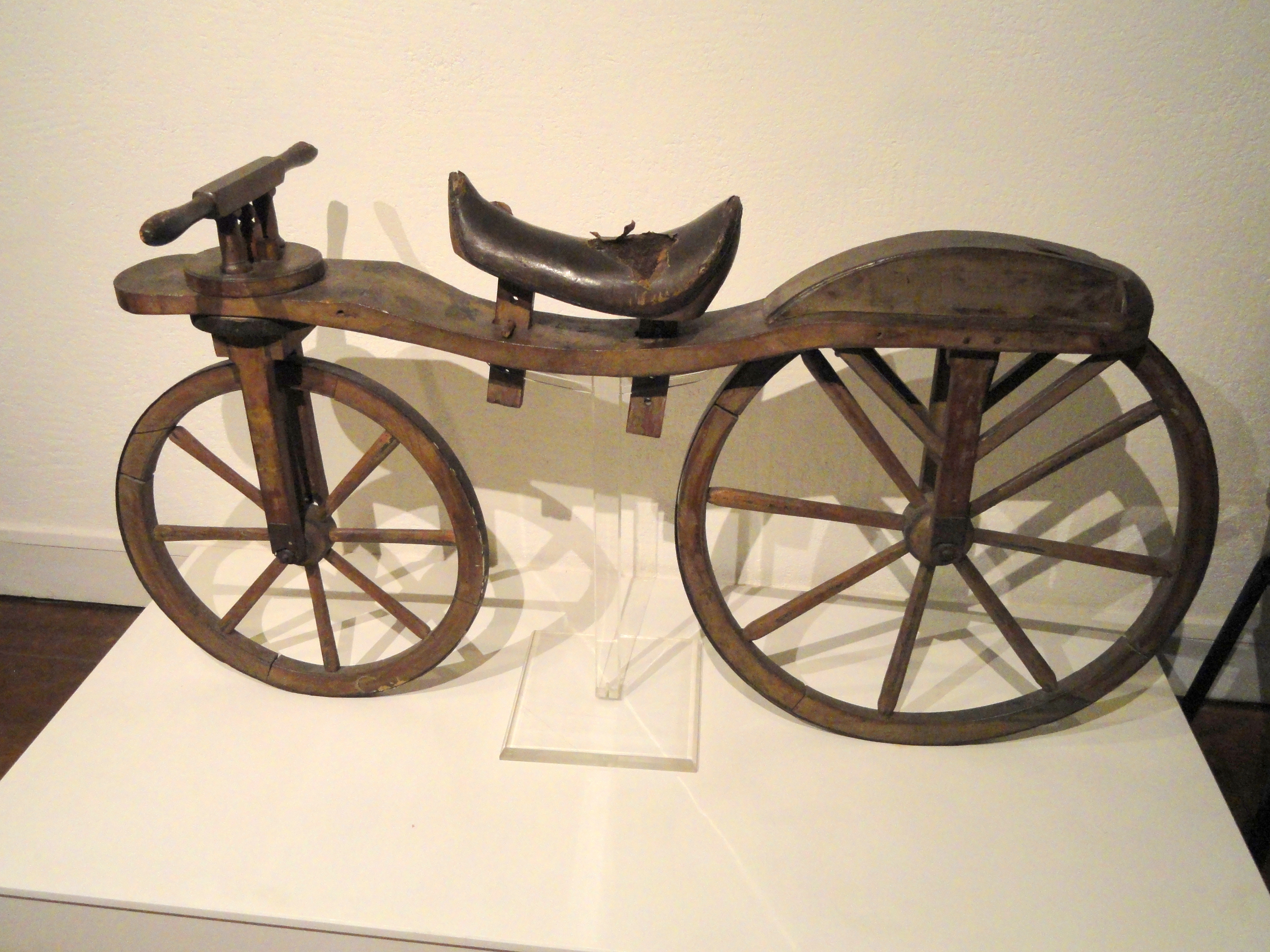
Draisienne construída por Niépce, 1818 – Musée Nicéphore Niépce

O Piréoloforo, um dos primeiros motores de combustão interna do mundo que foi realmente construído, foi inventado e patenteado pelos irmãos Niépce em 1807. Este motor funcionava com explosões controladas de pó de licopódio e foi instalado em um barco que navegava no rio Saône. Dez anos depois, os irmãos foram os primeiros no mundo a fazer um motor funcionar com um sistema de injeção de combustível.

### Máquina de Marly
Em 1807, o governo imperial abriu um concurso para uma máquina hidráulica que substituísse a máquina original de Marly (localizada em Marly-le-Roi) que fornecia água ao Palácio de Versalhes a partir do rio Sena. A máquina foi construída em Bougival em 1684, de onde bombeava água por uma distância de um quilômetro e a elevava a 150 metros. Os irmãos Niépce conceberam um novo princípio hidrostático para a máquina e a melhoraram mais uma vez em 1809. A máquina passou por mudanças em muitas de suas partes, incluindo pistões mais precisos, criando muito menos resistência. Eles a testaram muitas vezes e o resultado foi que, com uma queda d'água de 1,32 metros, a máquina elevava a água a 3,35 metros. Mas, em dezembro de 1809, eles receberam uma mensagem informando que haviam demorado muito e que o Imperador havia decidido pedir ao engenheiro Périer (1742–1818) para construir uma máquina a vapor para operar as bombas em Marly.

### Velocípede
Em 1818, Niépce se interessou pelo antecessor da bicicleta, a Laufmaschine inventada por Karl von Drais em 1817. Ele construiu seu próprio modelo e o chamou de velocípede (pé rápido), causando bastante sensação nas estradas rurais locais. Niépce melhorou sua máquina com um selim ajustável, que agora está exposta no Museu Niépce. Em uma carta a seu irmão, Nicéphore contemplou motorizar sua máquina.

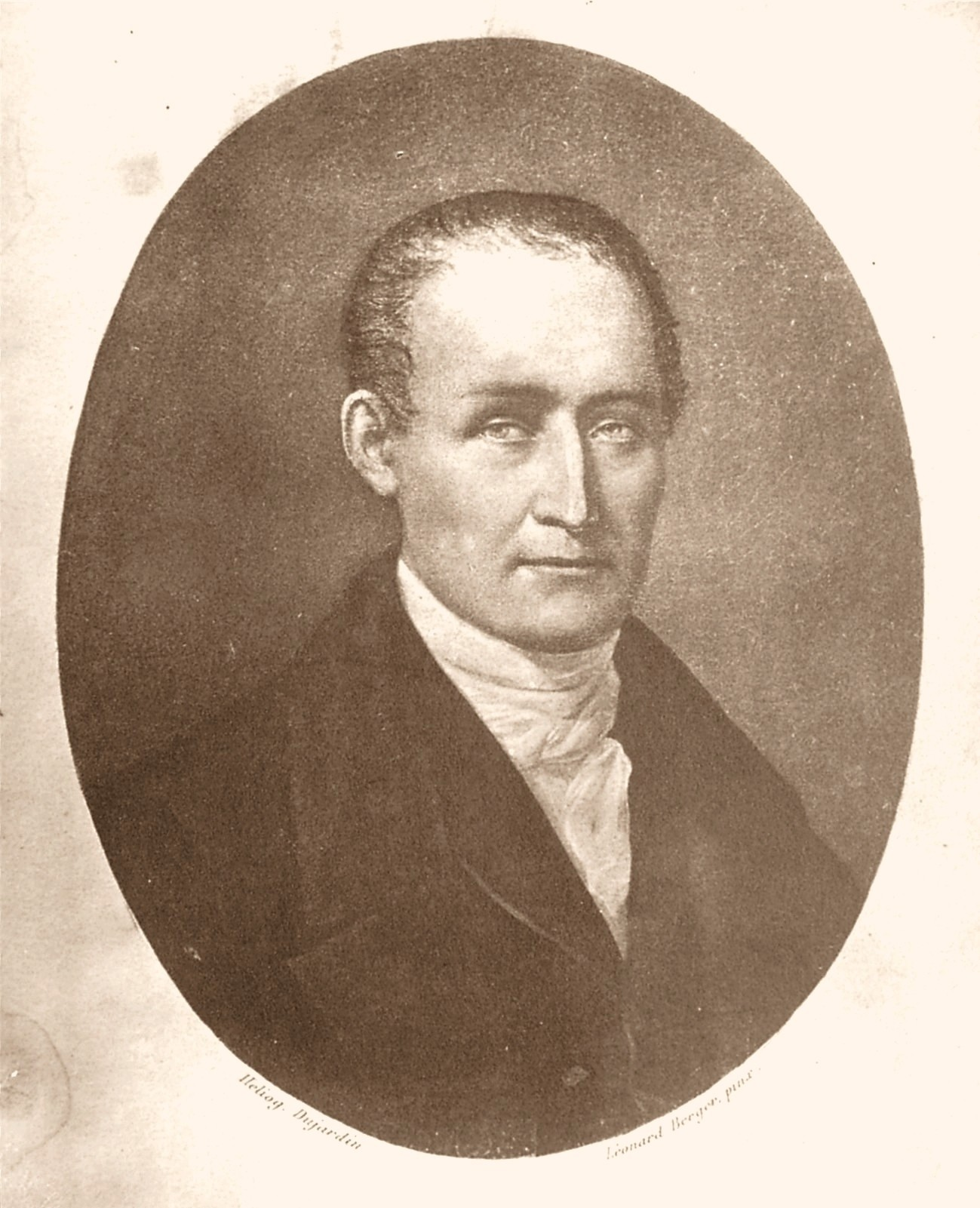
Nicéphore Niépce

## Legado e comemorações
A cratera lunar Niépce foi nomeada em sua homenagem.
A Heliografia de Niépce está em exibição permanente no Harry Ransom Center, na Universidade do Texas em Austin. O objeto foi localizado pelos historiadores Alison e Helmut Gernsheim em 1952 e vendido ao Humanities Research Center (posteriormente renomeado Harry Ransom Center) em 1963.
O Prêmio Niépce é concedido anualmente desde 1955 a um fotógrafo profissional que tenha vivido e trabalhado na França por mais de três anos. O prêmio foi instituído em homenagem a Niépce por Albert Plécy da l'Association Gens d'Images.